# Juan Pablo Angrisano
Juan Pablo Angrisano (Buenos Aires, 8 aprile 1980) è un giocatore di baseball argentino con cittadinanza italiana.

## Carriera

### Club
Sin dall'età di 5 anni fa parte delle giovanili del DAOM, club polisportivo di Buenos Aires. Ha esordito in prima squadra nel 1996, rimanendovi fino alla partenza per l'Italia. Durante questo periodo, nel 2000 e nel 2001 ha anche disputato la Dominican Summer League con i Diamondbacks, affiliati all'omonima franchigia dell'Arizona.
Le prime stagioni italiane di Angrisano vengono disputate in Serie A2, rispettivamente il primo anno con il Junior Parma e le quattro successive a Codogno.
Il debutto nella massima serie risale al 2008, con l'ingaggio da parte della Fortitudo Baseball Bologna con cui giocherà quattro annate contribuendo alla vittoria di uno scudetto, due Coppe Italia e una Coppa Europa.

Nel 2012 passa in prestito al Rimini Baseball.

### Nazionali
Dopo la trafila delle Nazionali giovanili argentine, nel 1996 Angrisano ha debuttato nella Selección maggiore. Tuttavia ciò non gli ha impedito di rappresentare la Nazionale italiana, di cui fa parte dal 2006. Nel 2007, quando era ancora in forza al Codogno, è diventato il primo giocatore ad essere convocato dalla Serie A2 per un campionato mondiale.
Con la squadra azzurra ha vinto il campionato europeo di baseball 2010. Al termine della stagione 2012, aveva al suo attivo 49 presenze nella nazionale italiana.
Nel 2013 con la nazionale argentina ha vinto il titolo sudamericano.

## Palmarès

### Club
- Campionati italiani: 1

Bologna: 2009
- Campionati italiani Serie A Federale: 1

Imola: 2017
- Coppa Italia: 2

Bologna: 2008, 2010
- European Cup: 1

Bologna: 2010

### Nazionale
- Campionati europei: 1

Italia: 2010